# Youth in Revolt
Youth in Revolt, er en amerikansk filmatisering af C.D. Payne's brevroman af samme navn med Michael Cera i hovedrollen. Den havde premiere på Toronto Film Festival i 2009 og den 8. januar 2010 i USA.

## Handling
Nick Twisp (Michael Cera) er en 16-årig følsom og usikker dreng, der er en udstødt af sin generation. Han er dog ikke den typiske teenager, da han elsker Frank Sinatra og føler sig for god til at dyrke den moderne popkultur. Han møder Sheeni Saunders (Portia Doubleday), en intellektuel og smuk pige. De eneste folk, der egentlig står i vejen for ham er Sheenis poesi-skrivende ex-kæreste Trent (Jonathan B. Wright), Nick's temperamentsfulde fraskilte forældre (Steve Buscemi og Jean Smart), og Nick's mors kærester (Zach Galifianakis og Ray Liotta). Da Nick indser hun ikke er interesseret, skaber han et alter-ego, som er opkaldt François Dillinger (da Sheeni er frankofil), der ligner Nick, men har blå øjne, et overskæg, en dybere stemme, og en player/bad boy-attitude med tøj og udtryk lånt fra Sheenis idol Jean-Paul Belmondo. Dillinger bruges til at hjælpe ham med hans forfølgelse af hans kærlighed. Men da François gør Nick til en eftersøgt kriminel, bliver hans liv fuldkommen ude af kontrol.

## Medvirkende
| Skuespiller       | Rolle                                            |
| ----------------- | ------------------------------------------------ |
| Michael Cera      | Nick Twisp og hans alter-ego, Francois Dillinger |
| Portia Doubleday  | Sheeni Saunders                                  |
| Jean Smart        | Estelle Twisp                                    |
| Zach Galifianakis | Jerry                                            |
| Erik Knudsen      | Lefty                                            |
| Adhir Kalyan      | Vijay Joshi                                      |
| Steve Buscemi     | George Twisp                                     |
| M. Emmet Walsh    | Sr. Saunders                                     |
| Fred Willard      | Sr. Fergunson                                    |
| Ari Graynor       | Lacey                                            |
| Ray Liotta        | Lance Wescott                                    |
| Justin Long       | Paul Saunders                                    |

## Hjemudgivelse
Youth in Revolt, vil blive udgivet på DVD og Blu-ray Disc den 15. juni 2010 i USA. Special featuees vil omfatte slettede og udvidede scener, "Off the Chain" udgår, og udvidede animerede sekvenser, et audio kommentarspor af instruktøren Miguel og Michael Ceras audition optagelser.

## Modtagelse
Filmen blev generelt godt modtaget af kritikerne, der i øjeblikket har en 90% sats af accept på hjemmesiden Rotten Tomatoe, af de ti kritiske. På webstedet IMDb, har filmen en gennemsnitlig score på 6,9 ud af 10 ud af 7,667 stemmer af brugerne.
Motion Picture Association of America gav filmen en R-rating for "seksuel indhold og sprog, og brug af narkotika."